# Памятник Сухэ-Батору (Улан-Батор)
Памятник Сухэ-Батору — памятник деятелю монгольской Народной революции Дамдину Сухэ-Батору, располагающийся на площади Сухэ-Батора в центре Улан-Батора. Первый национальный памятник Монгольской народной республики.

## История создания
Первый памятник Д. Сухэ-Батору в Монголии был создан советским художником К. И. Померанцевым и установлен на центральной площади Улан-Батора, также получившей имя Сухэ-Батора. Местом для статуи было выбрано то, на котором, согласно воспоминаниям, Сухэ-Батор произнёс речь сразу после занятия МНА Урги в 1921 году. Памятник представлял собой субурганообразную стелу с барельефами, изображающими сцены его жизни.
Автор проекта новой статуи Сономын Чоймбол, обучавшийся в московской мастерской С. Д. Меркулова, привёз в МНР семь эскизов статуи. Окончательный вариант утвердило Политбюро ЦК МНРП. Чоймбол возглавил скульпторскую группу, в которую помимо него вошли также Н. Жамба, А. Давацэрэн и Д. Дамдима.
Создание статуи столкнулось с рядом технологических сложностей; так, для производства сцементированной гранитной крошки, из которой решено было делать статую, в Улан-Баторе не было подходящей камнедробилки, и поэтому булыжную крошку пришлось возить за 70 км со стороны Дархана. Другой серьёзной проблемой было то, что для статуи такого масштаба в столице не было достаточно вместительной мастерской; гипса и т. п.
Монумент установили к Надому, 8 июня 1946 года, в 25-ю годовщину Народной революции. Старый памятник работы Померанцева был перемещён к Военному музею. За создание памятника С. Чоймбол был удостоен ордена Полярной звезды.
В 2010—2011 годах была проведена реконструкция памятника, в процессе которой сам памятник, изначально сделанный из искусственного гранита, а также стела с цитатой из его речи и барельефы по двум сторонам постамента были под контролем группы монгольских скульпторов отлиты из бронзы в Пекине, а окружающие памятник снежные львы были вырезаны из природного камня.

## Описание
Статуя запечатлевает собой момент обращения Сухэ-Батора с речью к аратам Урги. Сухэ-Батор в облачении главнокомандующего сидит на коне; правая рука воздета. У массивного постамента находятся снежные львы (монг. цаст арслан) — дань буддийскому искусству, где подобные львы, как правило, поддерживают престолы будд и чакравартинов, символизируя собой защиту от вреда со всех сторон света. На постаменте находятся барельефы революционных боёв и выгравированная по-старомонгольски фраза из речи Сухэ-Батора:

Если наш народ сольёт воедино свои мысли, объединит все силы и пойдёт к одной цели, то не будет ничего недостижимого, не будет того, чего бы он не познал и не свершил!
Оригинальный текст (монг.)Бидний улс эв саналыг нэгтвгэн нийт нэгэн хүчийг нийлүүлэн нэгэн зэргээр зоригловол хөдөлбөр үл хүрэх газаргүй бөгөөд мэдэхгүй ба чадахгүй гэх явдал огт үгүй байна.